# Iisaku

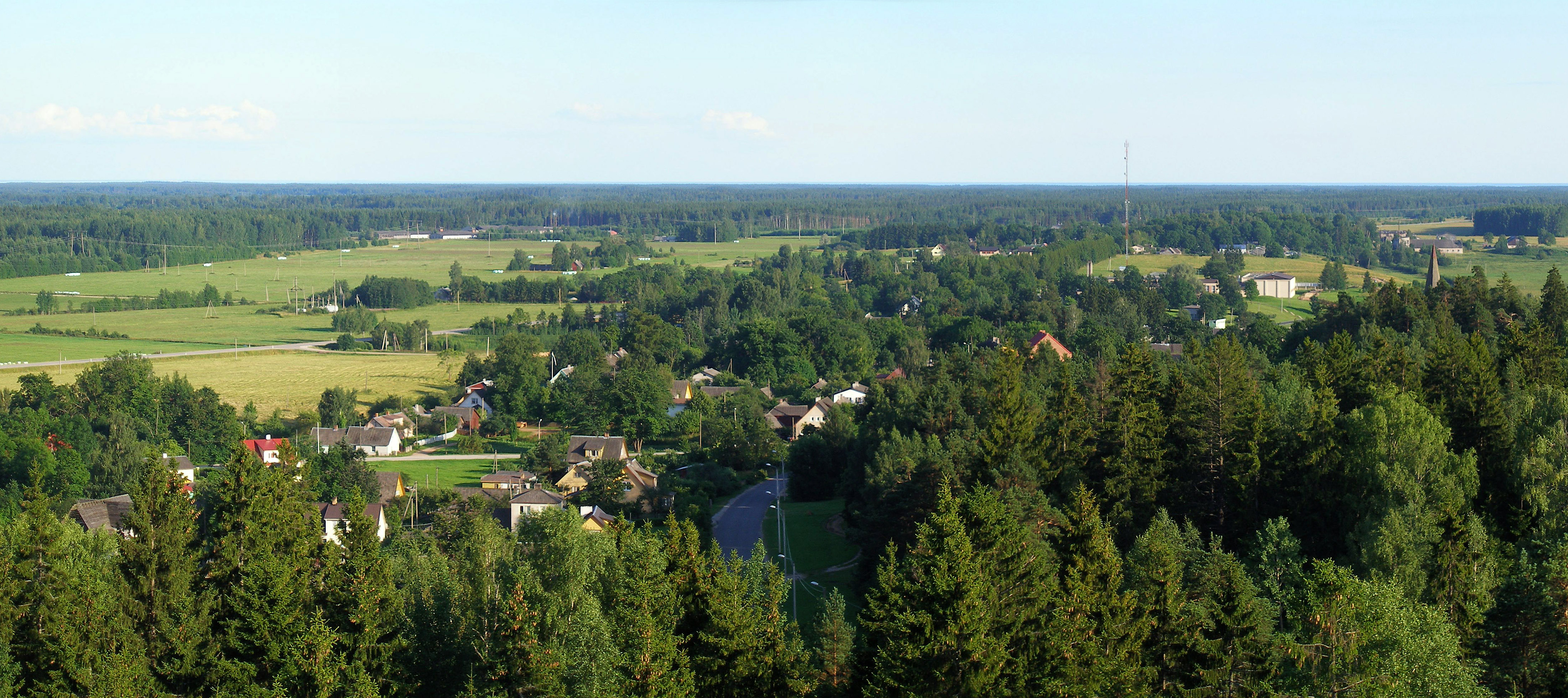
Le village d'Iisaku vu de la colline de Tärivere

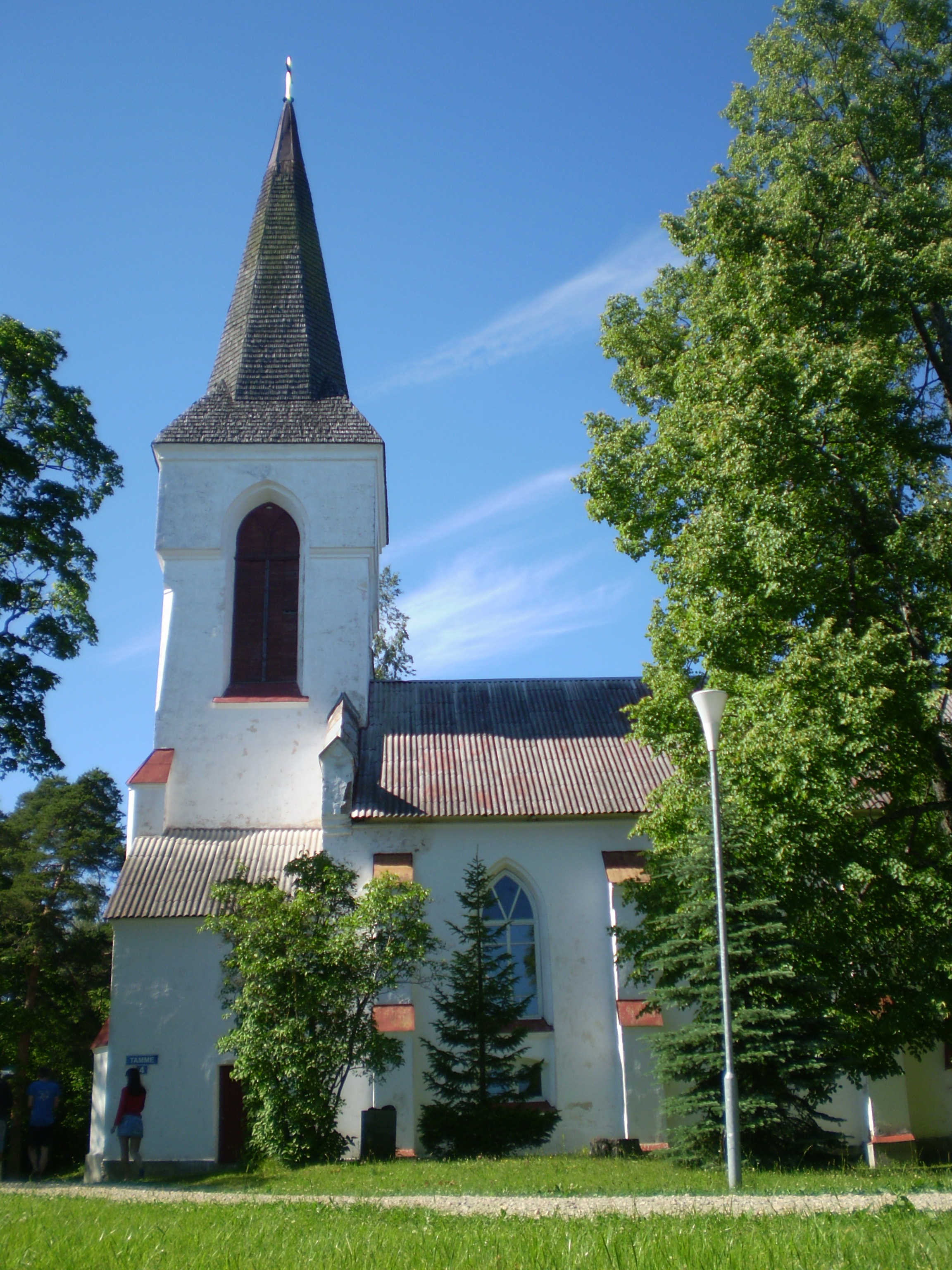
L'église évangélique luthérienne de Iisaku

Iisaku est un petit bourg estonien de 823 habitants de la Commune de Iisaku du Comté de Viru-Est en Estonie.